# بيتر زالومون
بيتر زالومون Peter Salomon (ولد في 4 سبتمبر 1947 في برلين) هو كاتب ألماني.

## حياته وأعماله
قضى بيتر زالومون طفولته وشبابه في برلين. درس علوم القانون والأدب في ميونخ وفرايبورغ في البرايسجاو. وعمل محاميا بين عامي 1976 و 1999. نشر منذ عام 1969 القصائد والمقالات في المختارات الأدبية والمجلات الأدبية. شارك في تأسيس وإصدار المجلة الأدبية UNIVERS (1974- 1981). وهو عضو في اتحاد الكتاب الألماني ومركز القلم في ألمانيا. وهو يقيم حاليا في كونستانتس منذ عام 1972.